# Hidrogênio molecular
O hidrogênio molecular ou gás hidrogênio é o gás mais leve que se conhece. É incolor, inflamável, inodoro, insípido e insolúvel em água. Sua densidade é 14 vezes menor que a do ar. Ao esfriá-lo com ar liquefeito e comprimi-lo fortemente, obtêm-se hidrogênio líquido, que entra em ebulição a -258,8 °C à pressão atmosférica.
É um combustível teoricamente não-poluente, pois ao realizar combustão, libera água (e energia).
{\displaystyle 2H_{2}+O_{2}+\varepsilon \,\!\rightarrow 2H_{2}O}
O hidrogênio atômico não se encontra livre na natureza, mas sim combinado em grande número de compostos. É um elemento de grande instabilidade e, conseqüentemente, muito reativo, que tende a ajustar seu estado eletrônico de diversas formas. Quando perde um elétron, constitui um cátion H+, que é na realidade um próton. Em outros casos se produz por meio do ganho de um elétron para formar o ânion hídrico H¯, presente apenas em combinações com metais alcalinos e alcalino-terrosos. 